# Amédée de Tramelay
Amédée de Tramelay, ou encore de Dramelay, est un archevêque de Besançon, issu de la famille seigneuriale comtoise de Dramelay.

## Biographie

### Origines
La date de naissance d'Amédée n'est pas connue en l'état actuel des connaissanes. Il est le fils cadet d'Humbert de Dramelay (écrit parfois sous la forme Tramelay), seigneur de Neu(f)châtel en Comté,. Les auteurs du XIXe siècle donnait pour son père Guy,. Sa mère n'est pas connue. 
Il a deux frères, Guillaume, seigneur de Châtillon(-sous-Maîche), et Fromond [II], seigneur de Neufchâtel et de Frasne et ancêtre de la maison de Neufchâtel en Bourgogne,.
Philippe de Souabe, roi de Germanie, le qualifie de dilectus consenguineus (« cher parent »), en 1199.

### Archiépiscopat
Amédée de Tramelay (de Dramelay sur le Gallia Christiana) devient archevêque de Besançon en 1194, à la suite d'Étienne de Vienne/Bourgogne,.
Il participe au grand concile de Dijon, le 6 décembre 1199, qui réunit dans l’église Saint-Bénigne, cinq archevêques, dix-huit évêques, de nombreux abbés à l'appel du légat pontifical, le cardinal Pierre de Capoue. Il s'agit de régler la question du divorce entre le roi Philippe Auguste et Ingeburge de Danemark et de son mariage avec Agnès de Méranie.

### Succession du comté de Bourgogne
Le comté de Bourgogne est marqué par une crise de succession à la fin du XIIe siècle et au début du siècle suivant. Le conflit oppose Otton Ier, fils cadet de l'Empereur héritier du comté, à Étienne II, comte d'Auxonne et héritier de la branche cadette des comtes de Bourgogne. À la mort d'Otton Ier († 1201), les tensions reprennent cette fois-ci entre le duc Othon Ier d'Andechs et de Méranie, qui a épousé la fille cadette d'Otton Ier, et toujours Étienne II,
Le duc de Bourgogne qui a souhaité de régler par la paix ce conflit, pense à Amédée pour servir d'intermédiaire. La situation est toutefois écartée par Étienne II, en position de force. Amédée de Tramelay est considéré comme un partisan de l'Empereur, ainsi que du duc.

### Démission et mort
Amédée démissionne en mai 1220.
Fiétier (1978) présente plusieurs hypothèses à l'origine de cette démision en lien avec le passé d'Amédée. Il pourrait s'agir d'une « sanction pontificale déguisée ».
Il semble mourir peu de temps après.

## Sceau

Les armes de la famille de Dramelay sont d'or au chef de gueules.,

Les Archives départementales de la Haute-Saône (AD70) conserve un sceau daté de 1201 (base Sigilla).